# Eponina breyeri
Eponina breyeri är en skalbaggsart som först beskrevs av Prosen 1954.  Eponina breyeri ingår i släktet Eponina och familjen långhorningar. Inga underarter finns listade i Catalogue of Life.